# Fort Pierce
Fort Pierce is een plaats (city) in de Amerikaanse staat Florida, en valt bestuurlijk gezien onder St. Lucie County.

## Demografie
Bij de volkstelling in 2000 werd het aantal inwoners vastgesteld op 37.516.
In 2006 is het aantal inwoners door het United States Census Bureau geschat op 39.365, een stijging van 1849 (4.9%).

## Geografie
Volgens het United States Census Bureau beslaat de plaats een oppervlakte van
53,8 km², waarvan 38,2 km² land en 15,6 km² water. Fort Pierce ligt op ongeveer 6 m boven zeeniveau.

## Plaatsen in de nabije omgeving
De onderstaande figuur toont nabijgelegen plaatsen in een straal van 16 km rond Fort Pierce.

## Trivia
- Omar Mateen, de schutter van de schietpartij in Orlando die plaatsvond in de nacht van 11 op 12 juni 2016, woonde in Fort Pierce.